# Jean Shepard

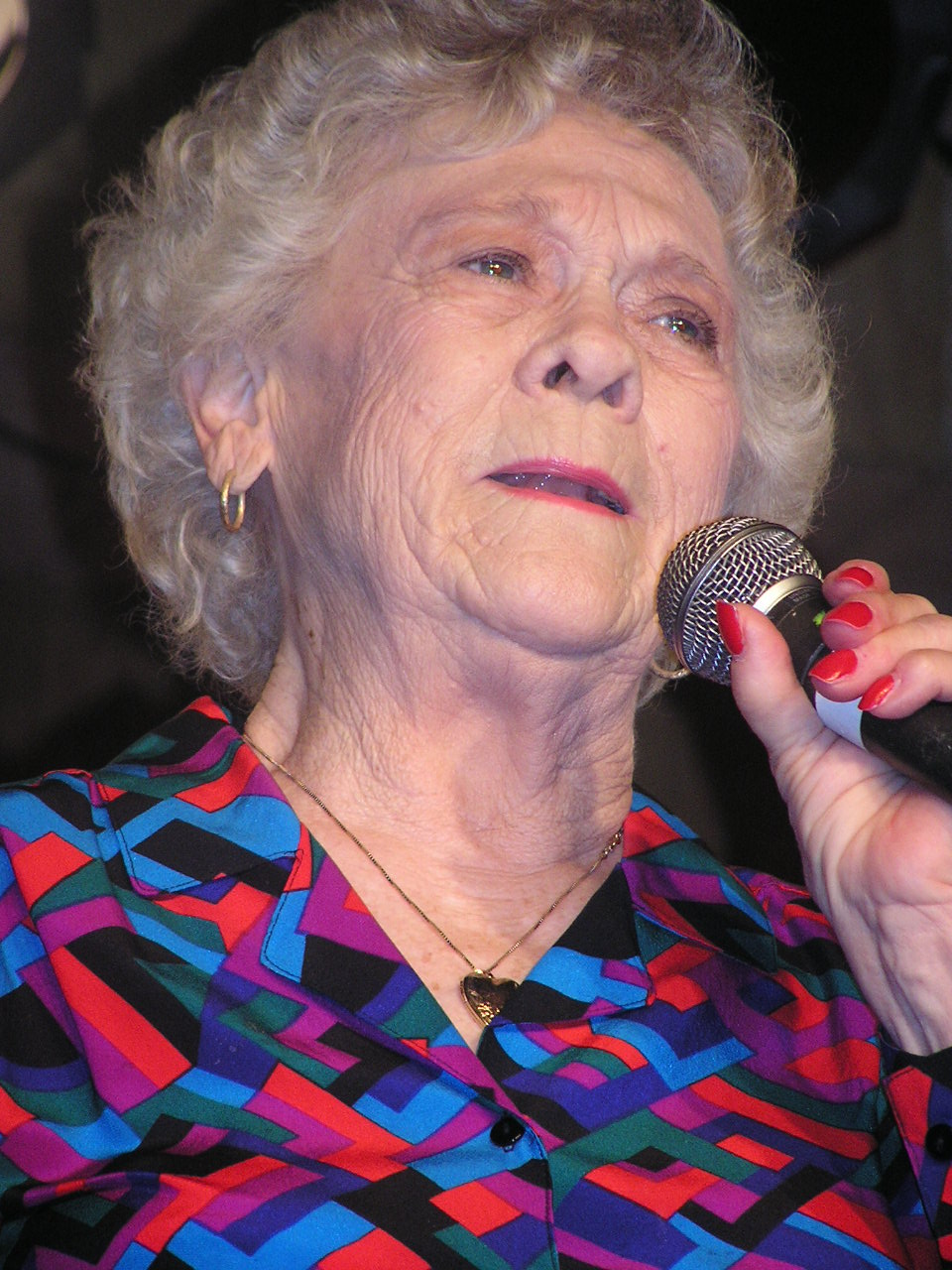
Jean Shepard nel 2006

Ollie Imogene Shepard, detta Jean (Pauls Valley, 21 novembre 1933 – Hendersonville, 25 settembre 2016), è stata una cantante statunitense.

## Discografia parziale
Album 
- 1956 - Songs of a Love Affair
- 1958 - Lonesome Love
- 1959 - This Is Jean Shepard
- 1961 - Got You on My Mind
- 1962 - Heartaches and Tears
- 1963 - The Best of Jean Shepard
- 1964 - Lighthearted and Blue
- 1965 - It's a Man Every Time
- 1966 - Many Happy Hangovers
- 1966 - I'll Take the Dog
- 1967 - Heart, We Did All That We Could
- 1967 - Your Forevers Don't Last Very Long
- 1968 - Heart to Heart
- 1968 - A Real Good Woman
- 1969 - I'll Fly Away
- 1969 - Seven Lonely Days
- 1970 - Best by Request
- 1970 - A Woman's Hand
- 1971 - Here and Now
- 1971 - Just as Soon as I Get Over Loving You
- 1972 - Just Like Walkin' in the Sunshine
- 1973 - Slippin' Away
- 1974 - I'll Do Anything It Takes
- 1975 - Poor Sweet Baby (And Ten More Bill Anderson Songs)
- 1975 - Jean Shepard and the Second Fiddles
- 1975 - I'm a Believer
- 1976 - Mercy/Ain't Love Good
- 1976 - Jean Shepard's Greatest Hits
- 1981 - Dear John